# 2584 Turkmenia
2584 Turkmenia eller 1979 FG2 är en asteroid i huvudbältet som upptäcktes den 23 mars 1979 av den rysk-sovjetiske astronomen Nikolaj Tjernych vid Krims astrofysiska observatorium på Krim. Den har fått sitt namn efter den då sovjetiska delrepubliken Turkmenistan.
Asteroiden har en diameter på ungefär 6 kilometer.